# Desa Tlogoharjo
Desa Tlogoharjo är en administrativ by i Indonesien.   Den ligger i provinsen Jawa Tengah, i den västra delen av landet, 500 km öster om huvudstaden Jakarta. Desa Tlogoharjo ligger vid sjön Telogo Sambirejo.